# عدم الإنجاب
يعرف عدم الإنجاب بأنه حالة ألا يكون لديك أطفال. وقد يكون عدم الإنجاب ذا أبعاد شخصية، أو اجتماعية، أو سياسية. هناك نوعان مختلفان من عدم الإنجاب، أحدهما طوعي والآخر لا طوعي. يعرف عدم الإنجاب الطوعي بأنه القرار بعدم إنجاب أطفال. أما عندما لا يكون لديك الفرصة لاختيار أن تنجب طفلاً فهي الحالة التي تعرف بعدم الإنجاب اللاطوعي.

## أسباب عدم الإنجاب
تشتمل أسباب عدم الإنجاب على سبيل المثال لا الحصر الأسباب التالية:
الطوعي
- التبتل، وهو الامتناع عن ممارسة الجماع.
- الاختيار الشخصي، أي التمتع بالقدرة البدنية، والعقلية والمالية على إنجاب الأطفال ولكنك تختار ألا تقوم بذلك (أي عدم الإنجاب الطوعي) ويعرف أيضا باللاإنجابية.

اللاطوعي
- العقم، ويعرف بعدم قدرة أحد الطرفين أو كليهما على الحمل، نتيجة لوجود بعض المشكلات لدى المرأة، أو الرجل. ويعد العقم هو السبب الأبرز لعدم الإنجاب اللاطوعي. وتتباين الأسباب البيولوجية للعقم تباينًا ملحوظًا بسبب ضرورة أن تؤدي أعضاء كلا الجنسين لوظيفتها بشكل صحيح حتى يحدث الحمل. فالإصابة بالعقم لا تقتصر على الذين لم يتمكنوا من الحمل مطلقًا فقط، ولكنه يشمل الذين لم يتمكنوا من الحمل الثاني أو المتكرر. وهو ما يعرف باسم العقم الثانوي.[1]
- وفاة الرضع أو الأطفال إما قبل الولادة، أو أثناءها، أو بعد الولادة بفترة وجيزة. ترجع وفيات الرضع إلى عدد من الأسباب، تتراوح عادة بين أسباب طبية أو بيئية. ومن الممكن عزو هذه الوفيات إلى عدد من العوامل مثل عدم القدرة على الحصول على الرعاية الصحية الملائمة، و/أو التشوهات البيولوجية، و/أو المضاعفات الجنينية، و/أو الحوادث والإصابات غير المتعمدة. كما أن البيئة غير المناسبة ذات الموارد المحدودة أو منعدمة الموارد قد تؤدي دورًا في وفيات الرضع.
- المشكلات الطبية أو النسائية، بما في ذلك نقص الرعاية الطبية بالأم قبل أو بعد الولادة والضرر الناجم عن حالات الحمل السابقة.[2]
- نقص الموارد المناسبة، مثل التمويل، والرعاية الطبية الكافية، والدعم المجتمعي/الأسري، وغير ذلك.
- البيئة، وهي ترتبط بتوفر الموارد، سواء أكانت عاطفية، أو بدنية، أو بيولوجية.
- عدم وجود شريك، أو عدم توفر الرغبة من الشريك.
- العقم الاجتماعي.[3]

## خيارات عدم الإنجاب اللاطوعي
تتوفر بعض الخيارات أمام الأشخاص الذين يعانون لسبب أو لآخر من عدم الإنجاب اللاطوعي. فمن الممكن للشخص أو الأشخاص الذين يتمتعون بالمؤهلات اللازمة للإنجاب، ولكنهم يعانون من انخفاض عدد الحيوانات المنوية، أو يعانون من مشكلات إباضة أن يفكروا في بعض الخيارات مثل التلقيح الاصطناعي أو حقن الحيوانات المنوية بالبويضة(ICIS). يعرف التلقيح الاصطناعي بأنه عملية يتم خلالها جمع الحيوانات المنوية عن طريق الاستمناء ثم وضعها في الرحم بعد الإباضة مباشرة. أما عن حقن الحيوانات المنوية بالبويضة فهي تقنية أكثر حداثة تتضمن حقن حيوان منوي واحد في بويضة، ثم تودع البويضة في الرحم عن طريق طفل الأنابيب. وتعرف تقنية طفل الأنابيب (IVF) بأنها العملية التي تتضمن إزالة البييضة جراحيًا من مبيض المرأة، ووضعها في وسيط مع الحيوان المنوي حتى تحدث عملية الإخصاب ثم توضع في جنين المرأة. وقد بلغ عدد الأطفال الذين حملت بهم أمهاتهم بهذه الطريقة في الولايات المتحدة 50000 طفل. ومن بين تقنيات التلقيح بالمساعدة نقل الأمشاج داخل قناة فالوب (GIFT) ونقل اللاقحة داخل قناة فالوب (ZIFT).
وقد تحسن عقاقير الخصوبة أيضًا من فرص الخصوبة لدى المرأة.
وقد تتسبب مضاعفات العضو المعقدة التي قد يعاني بعض الأفراد منها في عدم تمكنه من إنجاب طفل بيولوجي؛ وهنا لا يكون أمامه سوى خيار تأجير الأرحام أو التبني. تأجير الأرحام، وفي هذه الحالة أم بديلة، وهي عملية تصبح خلالها المرأة حاملاً (عادة عن طريق التلقيح الاصطناعي أو عمليات الزرع الجراحية للبويضة المخصبة) بغرض حمل جنين امرأة أخرى أو زوج آخر. وقد يكون التبني خيارًا آخر؛ والتبني هو التربية الطوعية (لطفل من أبوين آخرين) بحيث يكون مثل الولد الحقيقي.

## منع الحمل
لعبت جميع أشكال منع الحمل على مر الزمان دورًا في عدم الإنجاب الطوعي، إلا أن ابتكار وسائل موثوقة لمنع الحمل عن طريق الفم قد ساهم بشكل عميق في تغيير الأفكار والمبادئ المجتمعية. وقد ترك عدم الإنجاب الطوعي الناجم عن وسائل منع الحمل أثره على صحة المرأة، وعلى القوانين والسياسات، والعلاقات الشخصية، وقضايا المساواة بين الجنسين، والممارسات الجنسية بين البالغين والمراهقين.
كما ارتبط توفر وسائل منع الحمل عن طريق الفم في نهاية القرن العشرين ارتباطًا مباشرًا بحركة حقوق المرأة لأول مرة عن طريق تأسيس مبادرة لتوزيع إحدى وسائل منع الحمل بكميات كبيرة. وقد منحت هذه «الحبوب» المرأة فرصة لاتخاذ قرارات حياتية مختلفة لم يكن باستطاعتهن اتخاذها من قبل، ومنها على سبيل المثال، مواصلة حياتهم المهنية. وهو ما أدى بدوره إلى إحداث تغييرات هائلة في أدوار الجنسين ودور العائلة.[بحاجة لمصدر]
مارغريت سانغر، ناشطة برزت عام 1914، وكان لها دور رائد في حركة حقوق المرأة في تحديد النسل. فكانت أول من ابتكر التعبير «تحديد النسل» وفتحت أول عيادة في الولايات المتحدة لتحديد النسل. وتعاونت سانجر مع أشخاص آخرين لتوفير أول وسائل طرق الحمل عن طريق الفم، ومن بين هؤلاء الأشخاص: جريجوري بينكس، وجون روك، وفرانك كولتون، وكاثرين ماكورميك. وافقت إدارة الأغذية والدواء الأمريكية على حبوب منع الحمل عام 1960 وعلى الرغم من أنها كانت مثيرة للجدل، فقد استمرت بوصفها الوسيلة الأكثر انتشارًا من وسائل منع الحمل في الولايات المتحدة حتى عام 1967 عندما انتشر الحديث حول المخاطر الصحية الممكنة المرتبطة بتناول حبوب منع الحمل؛ وبالتالي تراجعت المبيعات بنسبة أربع وعشرين بالمائة. وفي عام 1988 تم سحب جرعة الحبوب المركزة من السوق وتم استبدالها بجرعة أقل تركيزًا تم اعتبارها ذات مخاطر أقل وتتميز ببعض الفوائد الصحية.

## أبعاد عدم الإنجاب اللاطوعي

### الشخصية
بالنسبة لمعظم الأشخاص، وعلى مدار التاريخ، يعد عدم الإنجاب مأساة شخصية كبرى تتضمن الكثير من الألم العاطفي والحزن، وخاصة عندما تنتج عن إخفاق في الحمل أو عن وفاة الطفل. فقبل أن تحظى طريقة الحمل بالفهم التام، كان لوم عدم الإنجاب يلقى عادة على المرأة وهو ما أدى إلى إضافة مستوى عال من التأثيرات السلبية العاطفية والاجتماعية لعدم الإنجاب. «أما العائلات الثرية فقد لجأت لتبني أطفال كوسيلة للحصول على ورثة في حالات عدم الإنجاب أو في حالات عدم ولادة صبيان.» وقد كانت الحوافز النقدية التي يقدمها الغربيون الراغبون في الأطفال قوية لدرجة أنها تسببت في نشأة سوق تجاري يختص بالإتجار بالأطفال.

### النفسية
قد يعاني الناس الذين يحاولون التأقلم مع عدم الإنجاب اللاطوعي من أعراض الكرب المماثلة لما يعاني منها الأشخاص المفجوعون، مثل مشكلات الصحة، والقلق، والاكتئاب.

### السياسية
قد كان لبعض حالات عدم الإنجاب، وخاصة في حالات الخلافة الملكية، والأشخاص ذوي القوة والنفوذ بوجه أعم، تأثيرات هائلة على السياسة، والثقافة، والمجتمع. حيث كان يعد عدم وجود طفل ذكر في كثير من الحالات نوعًا من أنواع عدم الإنجاب، لأن الأطفال الذكور هم ورثة الملكيات والألقاب. ومن بين أمثلة التأثيرات التاريخية على عدم الإنجاب الفعلي أو المحتمل:
- إليزابيث الأولى ملكة إنجلترا وقد كانت عقيمًا، كما أنها اختارت ألا تتزوج حتى تتجنب عدم الاستقرار السياسي في المملكة، وبعد وفاتها انتقل الحكم من أسرة تيودر إلى أسرة ستيوارت.
- هنري الثامن ملك إنجلترا طلق زوجته الأولى كاثرين أراغون، التي استمر زواجه منها أكثر من عشرين عامًا، لأنها لم تنجب وريثًا ذكرًا للعرش. وقد أدى هذا القرار إلى توتر في العلاقات بين الكنيستين الإنجليزية والرومانية دوت أصداؤه في أوروبا لقرون.
- الملكة آن مرت بسبع عشر تجربة حمل ولكن لم يعش أي من أطفالها وهكذا انتقل العرش من عائلة ستيوارت إلى عائلة هانوفر.
- زوجة نابليون الأولى، جوزفين، لم تحمل منه أي أطفال ولذلك طلقها وتزوج من أخرى لإنجاب وريث.
- كما أوصل عدم وجود وريث ذكر للعرش الأقحواني في اليابان البلاد إلى حافة أزمة دستورية.[9][10]

### الاجتماعية
اجتماعيًا، يؤدي عدم الإنجاب إلى ضغوطات مالية وفي بعض الأحيان دمار في المجتمعات التي تعتمد على أبنائها للمساهمة الاقتصادية ولدعم أعضاء العائلة والقبيلة. «وفي المجتمعات الزراعية تبلغ نسبة الأزواج الذين لا يتمكنون من إنجاب أطفال بسبب مشكلات يعاني منها أحد الزوجين 20 في المائة على الأقل. فقد تصبح المخاوف من عدم الوصول إلى نسبة المواليد المطلوبة جزءًا مهمًا من حياة الأسرة ... حتى بعد ولادة الطفل الأول. … وفي المجتمعات الزراعية، يتوفى ما يقرب من نصف الأطفال في غضون عامين من الولادة ... (ومن بين أشياء أخرى، يرسل الأطفال الناجون إلى الأسر المحرومة من الولادة لتوفير العمالة هناك، ولتقليل الأعباء المنزلية.) وعندما تقع إحدى الكوارث السكانية – كالتي تقع أثناء الحروب أو انتشار وباء يصبح من الضروري زيادة المعدلات السكانية.»
وفي القرن العشرين والقرن الواحد والعشرين، عندما أصبح تحديد النسل سياسة من الممكن الاعتماد عليها في بعض البلدان، أصبح لعدم الإنجاب أثر هائل على التخطيط القومي والتخطيط المالي.

## قائمة المصادر
Guthrie, Gillian (2012) Childless: reflections on life's longing for itself Leichhardt, N.S.W.: A&A Book Publishing ISBN 978-0-9870899-7-7

## وصلات خارجية
- Childless Not By Choice